# NGC 7035A
NGC 7035A је елиптична галаксија у сазвежђу Јарац која се налази на NGC листи објеката дубоког неба.
Деклинација објекта је - 23° 8' 14" а ректасцензија 21h 10m 47,3s. Привидна величина (магнитуда) објекта NGC 7035 износи 14,6 а фотографска магнитуда 15,6. NGC 7035A је још познат и под ознакама ESO 530-15A, PGC 66257.